# سلطان الجسمی
سلطان حمید الجسمی زاده ۱ اوت ۱۹۸۱ در شهر شارجه امارات متحده عربی، نویسنده سیاسی، اندیشمند و داستان‌نویس است. او همچنین پایه‌گذار و مدیر مسئول مجله دبی‌بیزنس که در سرتاسر جهان عرب منتشر می‌شود، است. در تاریخ ۱۳ مارس ۲۰۱۳ به عنوان مستشار برنامه جهانی غذای سازمان ملل متحد منصوب شد.

## فعالیت‌ها
الجسمی همزمان با ۴۰امین سالگرد تأسیس امارت متحده عربی، مجله دبی‌بیزنس و همچنین مؤسسه انتشاراتی راکاد، که انتشار بیزنس دبی را به بعهده دارد، پایه‌گذاری نمود. از او همچنین کتابی تحت عنوان «فاطمه، آرزوها و دردها» (به عربی: فاطمة الم وامل) که به بررسی احوال زنان مسلمان کشور مغرب می‌پردازد، در دست انتشار دارد.